# Zoološka stanica Anton Dohrn
Zoološka stanica Anton Dohrn (tal. Stazione Zoologica Anton Dohrn) je istraživački institut u Napulju, Italija, posvećen temeljnim istraživanjima u biologiji. Istraživanja su uglavnom interdisciplinarna i uključuju polja evolucije, biokemije, molekularne biologije, neurobiologije, stanične biologije, biološke oceanografije, morske botanike, molekularne biologije biljaka, bentoske ekologije i ekofiziologije.
Osnovan 1872. kao privatnu tvrtku Antona Dohrna, 1982. Stazione Zoologica došao je pod nadzor i kontrolu Ministero dell'Università e della Ricerca Scientifica e Tecnologica (Ministarstvo za sveučilišta i znanstvena i tehnološka istraživanja) kao nacionalni institut.

## Povijest

### Ideja
Dohrnova ideja bila je uspostaviti međunarodnu znanstvenu zajednicu s laboratorijskim prostorom, opremom, istraživačkim materijalom i knjižnicom. Ovo je podržala i financirala njemačka vlada, Thomas Henry Huxley, Charles Darwin, Francis Balfour i Charles Lyell među ostalima. Dohrn je sam osigurao znatnu svotu. Tekući troškovi plaćeni su iz prihoda od sustava klupa, prodaje znanstvenih časopisa i uzoraka te prihoda od javnog akvarija. Ovaj je sustav bio važna inovacija u upravljanju istraživanjem i uspio je. Kada je Anton Dohrn umro 1909. godine, više od 2200 znanstvenika iz Europe i SAD-a radilo je na Stazione Zoologica i više od 50 stolova godišnje je bilo iznajmljeno.

### Zgrada
Najstarija zgrada Zoološke stanice otvorena je 1874. godine. Druga zgrada povezana sa zapadnim krajem prve mostovima dodana je 1886., a treća je sagrađena 1906. za novu znanost komparativne fiziologije. Godine 1910. zgradu iz 1874. godine zauzeli su samo javni akvarij i knjižnica, a odjel za sakupljanje i očuvanje organizama kao i pojedinačni laboratoriji za zoologe preseljeni su u dodatku 1886. godine.

### Znanstvenici
Prvi pomoćnici bili su zoolozi Nicolaus Kleinenberg i Hugo Eisig, a jedan od preparatora bio je Salvatore Lobianco (Lo Bianco) (1860. – 1910.), koji je napisao Metode primijenjene na Napuljskoj zoološkoj postaji za očuvanje morskih životinja. Ostali su bili dr. Brandt (knjižničar); dr. Lang; dr. Giesbrecht; Petersen (inženjer). Do 1910. stalno osoblje bili su profesor dr. Paul Mayer i dr. Gross, morfologija; dr. Burian, komparativna fiziologija; dr. Henze, kemija; Dr. Gast, muzej; Hermann Linden, tajnik; Sig. Santorelli, preparator. Zoolozi i morfolozi bili su prvi gosti novog Zavoda. Uključeni su bili Heinrich Wilhelm Gottfried von Waldeyer-Hartz, Francis Balfour, Ray Lankester, August Weismann, Giovanni Battista Grassi, Antonio della Valle, Oskar Schmidt, Ambrosius Hubrecht (profesor Sveučilišta u Utrechtu, embriolog).
Godine 1897. Ida Henrietta Hyde pozvana je da zauzme stol u institutu. Nastavila je prikupljati sredstva kako bi pomogla uspostaviti American Women's Table na Stazione Zoologica Anton Dohrn. Ovu su tablicu kasnije držale američke žene zoologinje poput Emily Ray Gregory.

### Publikacije
Tri publikacije koje je izdala Postaja bile su: - Mittheilungen der Zoologischen Station in Neapel, Zoologischer Jahresbericht referentni časopis poznat po brzom objavljivanju i točnosti i Fauna und Flora des Golfes von Neapel inventar biote Mediterana (1876. dodao je Anton Dohrn dio botanike),
- Zoologischer Jahresbericht 1911.
- Plate from Cefalopodi Viventi nel Golfo di Napoli Fauna und Flora des Golfes von Neapel
- Mittheilungen der Zoologischen Station in Neapel 1879
- List iz Le Attinie Monografia del Angelo Andres Fauna und Flora des Golfes von Neapel

### Knjižnica
Charles Darwin savjetovao je Dohrnu da osnivanje knjižnice ne bi bilo mudro (Groeben, 1982., str. 29). Dohrn je tvrdio da je dostupnost svih glavnih objavljenih izvora ključna. Stanici je davao vlastite knjige i znanstvene časopise te nagovarao izdavače i znanstvenike da doniraju svoje publikacije. Biološka referentna zbirka napuljske postaje i danas je bez premca u Europi. Prvi knjižničar bio je Emil Schoebel.
- Pogled na knjižnicu, prema istoku
- Pogled na knjižnicu, prema zapadu
- Kutak s freskama

### Oprema
Postaja je zadržala visoku razinu tehničke usluge. Ernst Abbe (1840. – 1905.) iz tvornice Zeiss, blizak prijatelj, isporučio je setove Zeissovih instrumenata po niskim cijenama, čime je Zeissovu opremu, ponekad poboljšanu, doveo do pažnje međunarodne znanstvene zajednice. Asistenti i gosti surađivali su u poboljšanju rezanja i bojenja. Za prikupljanje je bilo nekoliko brodova s posadom, uključujući parobrode "Johannes Muller" i "Francis Balfour". Inženjer i pomoćni strojari održavali su akvarij, a školovani mehaničar izrađivao je instrumente za eksperimentalna istraživanja.
- Anton Dohrn sa Zeissovim mikroskopom
- Johannes Muller i Frank Balfour
- Mikrotom, izradio von C. Reichert, Beč

### Akvarij
Akvarij je konstruirao William Alford Lloyd   Arhivirana inačica izvorne stranice od 29. svibnja 2023. (Wayback Machine). Dohrn je upoznao Lloyda 1866. u Hamburgu.
- 1910.
- Danas

### Kultura
Anton Dohrn slijedio je Goethea smatrajući umjetnost i znanost neodvojivima. Bio je posvećen glazbi i 1873. zaposlio je Hansa von Maréesa (1837. – 1887.) i Adolfa von Hildebranda da obogate Stazione Zoologica umjetničkim djelima.
- Ribari veslaju (detalj)
- Ribari

## Kasnija povijest
Sin Antona Dohrna Reinhard Dohrn (1880–1962) nastavio je očev rad od 1909. godine. Peter Dohrn (1917–2007) djelovao je kao redatelj između 1954. i 1967. godine. Od 1967. do 1976. SZN je vodio Commissario Straordinario. Godine 1976. nakon imenovanja Alberta Monroya, embriologa, za direktora započela je radikalna reorganizacija. SZN je bio podijeljen u pet dijelova: Biološka oceanografija, Bentoška ekologija (u Villi Dohrn na Ischiji), Biokemija, Stanična i razvojna biologija i Neurobiologija i. Godine 1982. SZN je postao "Ente pubblico di ricerca (Nacionalni istraživački institut) pod vodstvom Antonija Miralta. Godine 1987. Gaetano Salvatore, dekan Medicinskog fakulteta Università Federico II u Napulju, imenovan je predsjednikom Stazione Zoologica. Nakon njegove smrti 1997. godine, profesor Giorgio Bernardi imenovan je predsjednikom. Pokrenuo je proučavanje molekularne evolucije "na institucionalnoj razini" dovršavajući Dohrnovu viziju.

## Osobe povezane sa zoološkom stanicom
- Wilhelm Giesbrecht
- René-Édouard Claparède
- Heinrich Otto Wilhelm Bürger
- George Stuart Carter FRSE
- Francis Gerald William Knowles FRS 1937-38 i s prekidima nakon toga do 1974.
- Richard Parkinson[4]
- Hans Adolf Eduard Driesch
- Arthur Henry Reginald Buller Istraživač, 1900. – 1901. o oplodnji jajašca morskog ježa[5]
- Carl Vogt (1879. i 1884.)
- Emil du Bois-Reymond (1878.)
- Gaetano Chierchia prirodoslovac na talijanskom istraživačkom brodu Vettor Pisani .
- James Dewey Watson[6]
- Angelo Andres
- Ernst Ehlers
- Charles Otis Whitman sredinom 1870-ih ranih 1880-ih s Emily Nunn
- Carl Chun
- Istraživanje Williama Mortona Wheelera u Münchenu, Napulju, Liègeu, 1893. – 1894.
- Hermon Carey Bumpus Research, München, Napulj 1893
- Friedrich Alfred Krupp
- Vladimir Timofejevič Szewiakow
- Jakob von Uexküll
- Albrecht Bethe
- August Weismann
- Adolf Naef
- Ernest Everett Just
- Otto Heinrich Warburg
- Fridtjof Nansen
- Robert Francis Scharff
- Gottlieb von Koch (1849–1914) Profesor zoologije na Tehničkoj školi u Darmstadtu. Napisao je "Die Gorgoniden des Golfes von Neapel und der angrenzenden Meeresabschnitte..." objavljen u Berlinu 1887. i objavljen na oktokoraljima između 1874. i 1891.
- Theodor Boveri i Marcella Boveri
- Raphael Weldon, koji je posjetio u ljeto 1882., radeći na Lacerta muralis, običnom zidnom gušteru, a kasnije (na svom medenom mjesecu) u proljeće 1883. Pearsonov nekrolog Weldonu (str. 10) izvještava da je "Na Uskrs (1884.) posjetio Banyulsa, a ljetni odmor zatekao je Weldona ponovno u Napulju gdje je tri mjeseca pripremao svoju stipendijsku disertaciju (za Cambridge). U Napulju je izbila kolera, a Weldonovi su iskusili ne samo poteškoće u vraćanju dragocjene disertacije u Englesku, nego iu samom povratku."
- Francis Maitland Balfour (Vidi pismo 9289 — Charles Darwin FA Dohrnu 13. veljače 1874.: "FM Balfour će posjetiti Napulj"). [neaktivna poveznica]
- Jerome Y. Lettvin. Istraživao je vizualnu neurofiziologiju hobotnice u ljeto 1959., 1961. i 1963.
- John Zachary Young, Neurofiziolog, nagrađen zlatnom medaljom Stazione Zoologica.
- Ida Henrietta Hyde
- George Wilton Field (1892. – 1893.)
- Thomas Hunt Morgan (1894.)
- David Fairchild (1894.)
- Raffaello Bellini
- Grigore Antipa
- Nino Salvatore
- Rachel Leech (1959-60) koja proučava citokrome kloroplasta

## Daljnje čitanje
- Christiane Groeben, 2006 Stazione Zoologica Anton Dohrn kao mjesto za kruženje znanstvenih ideja: vizija i upravljanje u Anderson, KL & C. Thiery (ur.). 2006. Informacije za odgovorno ribarstvo : Knjižnice kao posrednici : zbornik radova 31. godišnje konferencije: Rim, Italija, 10. – 14. listopada 2005.
- CB Metz, urednik; PL Clapp, pomoćnik urednika, 1985. Napuljska zoološka postaja i Morski biološki laboratorij: Sto godina biologije Biološki bilten Svezak 168 Broj 3 Simpozij Dodatak Biološkom biltenu  Besplatno preuzimanje
- Dohrn, A. 1892. Aus Vergangenheit und Gegenwart der Zoologischen Station zu Neapel. – Deutsche Rundschau 72: 275–298.
- Bernardino Fantini, 2000. 'Stazione Zoologica Anton Dohrn' i povijest embriologije Međunarodni časopis za razvojnu biologiju 44(6):523-35 · veljača 2000. pdf
- Maria Cristina Gambi et al., 2013. The Archivio Moncharmont: Pionirska procjena bioraznolikosti u Napuljskom zaljevu (Italija) Rad s konferencije: U: Groeben C. (ur.), Places, People, Tools: Oceanography in the Mediterranean and Beyond., U Napulju (Italija), svezak: Pubblicazioni della Stazione Zoologica di Napoli 4: 459-467 pdf

## Vanjske poveznice
- Početna stranica Stazione Zoologica Anton Dohrn Uključuje povijest Stazione Zoologica Anton Dohrn
- Baza podataka zoološke zbirke Impresivna. Slike eksponata i arhivskih dokumenata. Uključuje povijest.
- Works by or about Stazione Zoologica Anton Dohrn
- Encyclopædia Britannica jedanaesto izdanje računa na projektu Gutenberg
- Stazione zoologica di Napoli Vodič kroz akvarij Zoološke postaje u Napulju Leipzig: Breitkopf & Härtel, 1913. 8. izdanje.
- Obitelj Dohrn Istituto Mazzini Napoli
- BHL Vodič kroz akvarij Zoološke postaje u Napulju. Leipzig: Breitkopf & Härtel, 1896.
- Zoološka postaja u mjesečniku popularne znanosti u Napulju
- Nature 1872 Pismo prirodi pod naslovom "Osnivanje zooloških postaja Cijeli tekst.